# Rags
Rags är en amerikansk-kanadensisk film från 2012 i regisserad av Billie Woodruff.

## Handling
Två världar kolliderar när föräldralöse Charlie och superstjärnan Kadee träffas. 

## Om filmen
Filmen spelades in i Vancouver och hade världspremiär i USA den 28 maj 2012.

## Rollista
- Max Schneider – Charlie Prince
- Keke Palmer – Kadee Worth
- Isaiah Mustafa – Reginald Worth
- Avan Jogia – Finn
- Robert Moloney – Arthur
- Burkely Duffield – Lloyd
- Keenan Tracey – Andrew
- Devon Weigel – Irma
- Christina Sicoli – Martha
- Zak Santiago – Diego
- Drake Bell – Shawn
- Tracy Spiridakos – Sammi
- Carlena Britch – Tammy
- Terence Kelly – Troy
- Tom Pickett – Bernie
- Nick Cannon – sig själv

### Webbkällor
- Rags på Internet Movie Database (engelska)